# Argyronome fletcheri
Argyronome fletcheri är en fjärilsart som beskrevs av Charles James Watkins 1924. Argyronome fletcheri ingår i släktet Argyronome och familjen praktfjärilar. Inga underarter finns listade i Catalogue of Life.